# Сявал-Сирма
Сява́л-Сирма́ (чув. Çавал Çырма) — деревня в Красноармейском районе Чувашской Республики.

## География
Находится в северной части Чувашии, на расстоянии приблизительно 11 км на север по прямой от районного центра села Красноармейское.

## История
Известна с 1795 года как выселок деревни Вторая Шаксубина (ныне не существует) с 19 дворами. В XIX — начале XX века околоток деревни Аткенева (ныне не существует). В 1858 году было учтено 140 жителей, в 1906 — 43 двора, 217 жителей, в 1926 — 51 двор, 258 жителей, в 1939—216 жителей, в 1979—122. В 2002 году было 26 дворов, в 2010 — 22 домохозяйства В период коллективизации был образован колхоз «Индустрия», в 2010 году действовало КФХ «Степанов». До 2021 года входила в состав Чадукасинского сельского поселения до его упразднения.

## Население
Постоянное население составляло 68 человек (чуваши 100 %) в 2002 году, 49 в 2010.